# Gle Peutatab
Gle Peutatab är ett berg i Indonesien.   Det ligger i provinsen Aceh, i den västra delen av landet, 1 700 km nordväst om huvudstaden Jakarta. Toppen på Gle Peutatab är 885 meter över havet.
Terrängen runt Gle Peutatab är huvudsakligen kuperad, men åt sydväst är den bergig.Runt Gle Peutatab är det glesbefolkat, med 14 invånare per kvadratkilometer. Det finns inga samhällen i närheten. I omgivningarna runt Gle Peutatab växer i huvudsak städsegrön lövskog.